# Lankanella
Lankanella là một chi bọ cánh cứng trong họ Chrysomelidae.
Chi này được miêu tả khoa học năm 2000 bởi Kimoto.

## Các loài
Chi này gồm các loài:
- Lankanella thailandica Kimoto, 2000